# Мехдиев, Фазиль Умуд оглы
Фазиль Умуд оглы Мехдиев (азерб. Fazil Umud oğlu Mehdiyev; 20 августа 1966, Алакчи, Лачинский район — 24 сентября 1991, Абдалгюлаблы, Агдамский район) — азербайджанский советский милиционер, сотрудник Агдамского районного отделения внутренних дел МВД Азербайджанской ССР, Национальный герой Азербайджана (1992, посмертно).

## Награды
Указом президента Азербайджанской Республики Абульфаза Эльчибея № 264 от 8 октября 1992 года Фазилю Умуд оглы Мехдиеву за личное мужество и отвагу, проявленные во время защиты территориальной целостности Азербайджанской Республики и обеспечения безопасности мирного населения, было присвоено звание Национального Героя Азербайджана (посмертно).

## Память
На территории Насиминского района города Баку установлен бюст героя. Именем Мехдиева названа одна из улиц Сабаильского района города Баку.